# Herbert Christopher Robinson
Herbert Christopher Robinson (Liverpool, 4 novembre 1874 – Oxford, 30 maggio 1929) è stato uno zoologo, ornitologo e naturalista britannico.
Robinson fu curatore del Museo degli Stati Federati Malesi, a Selangor, dal 1903 al 1926. Scrisse The Birds of Singapore e The Birds of the Malay Peninsula (1927).